# Polystichum drepanum
Polystichum drepanum is een varen uit de niervarenfamilie (Dryopteridaceae). De soort is endemisch op Madeira.

## Naamgeving enetymologie
- Synoniem: Polypodium drepanum Lowe

De botanische naam Polystichum is afgeleid van het Oudgriekse πολύς, polus (veel) en στίχος, stichos (rij), wat waarschijnlijk slaat op de rijen van sporenhoopjes op de blaadjes van deze varen. De soortaanduiding drepanum komt van het Oudgriekse δρέπανον, drepanon (sikkel).

## Kenmerken
Polystichum drepanum is een overblijvende, kruidachtige plant met een vlakke open bundel van lange, smal driehoekige bladen, tweemaal geveerd. De bladsteel is kort en bezet met bruine schubben. De bladslipjes zijn getand.
De sporenhoopjes zijn rond en liggen op de onderzijde van het blad in twee rijen tussen de nerf en de bladrand. Ze dragen geen dekvliesje.

## Voorkomen
Polystichum drepanum is een terrestrische varen die vooral voorkomt in donkere, vochtige laurierbossen of Laurisilva.

## Bedreigingen en bescherming
De plant komt voor op vijf locaties met samen ongeveer vijftig volwassen planten. De voornaamste bedreigingen voor deze soort zijn verdrukking door invasieve exoten, recreatie, verzamelaars, lawines en bosbranden.
Omwille van het beperkte aantal planten is de soort door het IUCN geklasseerd als 'kritiek'.
... · 
P. acrostichoides · 
P. aculeatum (Stijve naaldvaren) · 
P. braunii · 
P. drepanum · 
P. falcinellum · 
P. lonchitis (Lansvaren) · 
P. munitum (Zwaardvaren) · 
P. setiferum (Zachte naaldvaren) · 
P. webbianum · 
P. woronowii · 
P. vestitum · 
...